# (15244) 1989 TY2
(15244) 1989 TY2 est un astéroïde de la ceinture principale d'astéroïdes découvert en 1989.

## Description
(15244) 1989 TY2 a été découvert le 7 octobre 1989 à l'observatoire de La Silla, au Chili, par Eric Walter Elst.

### Caractéristiques orbitales
L'orbite de cet astéroïde est caractérisée par un demi-grand axe de 2,54 UA, un périhélie de 2,48 UA, une excentricité de 0,03 et une inclinaison de 4,56° par rapport à l'écliptique. Du fait de ces caractéristiques, à savoir un demi-grand axe compris entre 2 et 3,2 UA et un périhélie supérieur à 1,666 UA, il est classé, selon la JPL Small-Body Database, comme objet de la ceinture principale d'astéroïdes.

### Caractéristiques physiques
(15244) 1989 TY2 a une magnitude absolue (H) de 14,3 et un albédo estimé à 0,091.